# Un urlo nella notte
Un urlo nella notte (No Down Payment) è un film del 1957 diretto da Martin Ritt.

## Trama
Roy, Jerry, David e Herman vivono con le rispettive mogli a Sunrise Village, un elegante quartiere edilizio sorto alla periferia di una grande città californiana. Le loro abitazioni sono vicine, cosicché tra le quattro famiglie si sono formati dei legami di cordiale amicizia. I caratteri dei quattro uomini e delle loro mogli sono molto diversi. Roy sembra un uomo cinico e scontento e le rudi abitudini ed esperienze della guerra si rivelano ancora nel suo modo di fare; così in Lola, sua moglie, ch'egli ha tolto si può dire dalla strada, l'antica volgarità ricompare quando ella è in preda ai fumi dell'alcool. Jerry, rivenditore di macchine usate, è uno scialacquatore privo di volontà, pieno di debiti, e il suo comportamento provoca in sua moglie Isabel una profonda amarezza. David è più raffinato degli altri e non vede nel denaro l'unico scopo della vita; Lilla, sua moglie, che da ragazza era molto corteggiata, rimpiange invece quel tempo. Herman è un tipo rude, legato alla tradizione e un po' gretto. Quando Roy, non avendo ottenuto un posto cui aspirava, per farsi passare il malumore s'ubriaca e, ubriaco, penetra nella casa di Lilla, cui usa violenza, il fatto sconvolge la tranquilla vita di Sunrise Village.

## Critica
(Paolo Mereghetti)